# فيرايا (إسبانيا)
بلدية فيرايا (بالإسبانية: Feria)‏, هي إحدى بلديات مقاطعة بطليوس, التي تقع في منطقة إكستريمادورا, والتي تقع في غرب إسبانيا.
يبلغ عدد سكانها 1.435 نسمة وفقاً لإحصائية سنة (2002).